# Kurt Möser
Kurt Möser (* 21. April 1955 in  Memmingen) ist ein deutscher Technikhistoriker, Autor und pensionierter außerplanmäßiger Professor für Geschichte am KIT in Karlsruhe.

## Leben und Wirken
Kurt Möser absolvierte das Bernhard-Strigel-Gymnasium in Memmingen. Er gab dort 1974 zusammen mit Fritz Kuhn die Memminger Blätter zur Literatur heraus und veröffentlichte literarische Texte. Von 1974 bis 1979 studierte er Geschichte mit dem Schwerpunkt Technikgeschichte und Neuere Deutsche Literaturwissenschaft an der Universität Konstanz und schloss 1979 mit dem Magisterexamen ab. 1982 folgte unter dem Titel Literatur und die „Große Abstraktion“: Kunsttheorien, Poetik und „abstrakte Dichtung“ im ‚Sturm‘ 1910–1930 die Promotion.
Nach einer dreisemestrigen Lehrtätigkeit an der Universität Erlangen-Nürnberg war er 1984 bis 1986 DAAD-Lektor an den Colleges Christ Church, Oriel, Jesus, Somerville und Lady Margret Hall der Universität Oxford. Danach wurde er wissenschaftlicher Volontär am neu gegründeten Landesmuseum für Technik und Arbeit in Mannheim (heute Technoseum). Dort war er seit 1989 Kurator für die Bereiche Straßen-, Luft- und Wasserverkehr, Kultur und Technik. Von 1991 bis 1993 übernahm er am Centre of German Studies der Jawaharlal Nehru University in New Delhi (Indien) wiederum ein DAAD-Lektorat und war von 1997 bis 2001 Lehrbeauftragter an der Fachhochschule Mannheim sowie 2004 an der Hochschule St. Gallen. Nach der Abordnung an die Universität Karlsruhe (TH) erfolgte dort 2008 die Habilitation im Fach Technikgeschichte mit einer Arbeit zu Fahren und Fliegen in Frieden und Krieg – Kulturen individueller Mobilitätsmaschinen 1880–1930 und ab 2011 die Berufung zum außerplanmäßigen Professor am Institut für Geschichte. Der Schwerpunkt seiner Lehrtätigkeit lag bei der Kulturgeschichte der Technik. Möser ist seit März 2021 im Ruhestand.
Möser gilt als einer der führenden deutschsprachigen Mobilitätshistoriker. Er publizierte etwa 50 Aufsätze und Essays, auch zur Militärgeschichte. Zu seiner Pensionierung erschien ein Sammelband mit 39 Aufsätzen, Über Mobilität. Als Autor literarischer Texte spielt er mit den Genres des historischen Thrillers und Spionageromans in Die Maßnahmen der Dienststelle, sowie des Steampunk und der alternative history in Das Fliegerbuch.
Möser ist seit 1998 verheiratet. Er hat drei Söhne (geb. 1998, 1999, 2001) und eine Tochter (geb. 2008).

## Veröffentlichungen (Auswahl)
- Kriegsgeschichte und Kriegsliteratur. Formen der Verarbeitung des Ersten Weltkrieges. n: Militärgeschichtliche Mitteilungen 39 (1986), H. 2, S. 39-51
- Tiefenerfahrung. Zur Geschichte der Tauchtechnik. In: Technikgeschichte 59 (1992), S.193-216
- World War One and the Creation of Desire for Cars in Germany.In: Strasser, Susan, McGovern, Charles, Judt, Matthias (Hg.), Getting and Spending. European and American Consumer Societies in the Twentieth Century. Washington D.C. (Cambridge University Press) 1998, S. 195-222
- Geschichte des Autos. Campus Verlag, Frankfurt/M. 2002, ISBN 978-3-593-36575-6.
- Tiefenerfahrung. Zur Geschichte der Tauchtechnik. In: Technikgeschichte 59 (1992), S. 193–216 Fahren und Fliegen in Frieden und Krieg. Kulturen individueller Mobilitätsmaschinen 1880 - 1930. Verlag Regionalkultur, Heidelberg 2009, ISBN 978-3-89735-592-7.
- Stabile und instabile Maschinen – Fliegen, Fahren und Gleichgewicht 1910 – 1918. Schönhammer, Rainer (Hg.), Körper, Dinge und Bewegung. Der Gleichgewichtssinn in materieller Kultur und Ästhetik. Wien 2009, S. 109-122
- Historische Zukünfte des Verkehrs. Roth, Ralf / Schlögel, Karl (Hg.), Neue Wege in ein neues Europa. Geschichte und Verkehr im 20. Jahrhundert. Frankfurt/M. / New York 2009, S. 391–414
- Fortdauer und Wiederkehr des Alten in der Technik.Böhn, Andreas / Möser, Kurt (Hg.), Techniknostalgie und Retrotechnologie. Karlsruhe 2010 (= Karlsruher Studien Technik und Kultur 2), S. 17–39
- Grauzonen der Technikgeschichte. KIT Scientific Publ., Karlsruhe 2011, ISBN 978-3-86644-757-8.
- Technische Zukunftskriege vor dem Großen Krieg. Simone Finkele / Burkhardt Krause (Hg.), Technikfiktionen und Technikdiskurse. Ringvorlesung des Instituts für Literaturwissenschaft im Sommersemester 2009. Karlsruhe 2012, S. 209–244 (= Karlsruher Studien Technik und Kultur 4) Als Herausgeber: Auto – Kultur – Geschichte. IZKT, Stuttgart 2013, ISBN 978-3-9814665-1-5.
- Schlachtflieger 1918 – ein technisches Waffensystem im Kontext.In: Technikgeschichte 77 (2010), H. 3, S. 185–230
- Die Maßnahmen der Dienststelle. minifanal, Bonn 2014, ISBN 978-3-95421-051-0.
- Gotische Maschinen und Ritter der Lüfte. Mittelalter als Code der technischen Kultur um 1900.Mathias Herweg / Stefan Keppler-Tasaki (Hg.), Das Mittelalter des Historismus. Formen und Funktionen in Literatur und Kunst, Film und Technik. Würzburg 2015, S. 251–273
- Das Fliegerbuch. Abenteuer in einer anderen Vergangenheit. minifanal, Bonn 2017, ISBN 978-3-95421-140-1.
- Neue Grauzonen der Technikgeschichte. KIT Scientific Publishing, Karlsruhe 2018
- Technikfaszination und Technikkommunikation. Böhn, Andreas / Metzner-Szigeth, Andreas (Hg.), Wissenschaftskommunikation, Utopien und Technikzukünfte. Karlsruhe 2018, S. 183–200 (= Karlsruher Studien zu Technik und Kultur 9)
- Der „General“ als Admiral – Friedrich Engels und die Debatten um Seekrieg und Seetaktik. Eberhard Illner u. a. (Hg.), Friedrich Engels – Das rot-schwarze Chamäleon. Darmstadt 2020, S. 146-187 Über Mobilität. Historisches zu Techniken, Kulturen und Utopien der Fortbewegung. Herausgegeben von Marcus Popplow und Torsten Meyer. Waxmann, Münster / New York 2022 (Studien zur Geschichte von Technik, Arbeit und Umwelt 42) ISBN 978-3-8309-4493-5